# Iglesia de Nuestra Señora del Castillo (Clarés de Ribota)
La iglesia de Nuestra Señora del Castillo de Clarés de Ribota, es una construcción románica tardía del siglo XIII con importantes modificaciones y transformaciones realizadas en épocas renacentista y barroca.

## Descripción
Su planta es de una nave con cuatro tramos divididos por arcos fajones de medio punto y cubiertos por una bóveda de medio cañón con lunetos decorados con motivos vegetales.
Las pilastras de los arcos tienen gran profundidad con arcos formeros empotrados en los muros laterales. La nave se remata en un arco triunfal levemente apuntado, tras el cual hay un ábside de dos tramos: recto, cubierto por bóveda de cañón apuntado y hemiciclo con casquete esférico en el cual se ha descubierto un ciclo pictórico medieval, siendo este elemento constructivo el único que sobrevive de la factura original del siglo XIII.
En el segundo tramo de la nave, en el lado de la epístola, se adosa una pequeña capilla barroca cubierta con cúpula de linterna, sobre pechinas y junto a ella, hacia los pies, se abre la portada, de medio punto.
Sobre los pies se encuentra un coro alto que cierra con un pretil también decorado con yesería mudéjar de finales del siglo XVI y que se divide en cuatro tramos con motivos góticos, representando según el profesor Gonzalo Borrás indica el agotamiento artístico del sistema ornamental mudéjar.
Los muros exteriores están hechos con un aparejo mixto de ladrillo, en verdugadas y machones, y cajones de mampostería. la torre es de dos cuerpos: el primero cuadrado de mampostería y el superior, de ladrillo, con un vano en cada lado, entre pilastras, y las aristas aboceladas. El chapitel es también de ladrillo, con silueta bulbosa.

## Yesería
En su interior se encuentran unas yeserías de tradición mudéjar realizadas entre los años 1640 y 1670que decoran tanto la bóveda del ábside y del presbiterio como la de las capillas laterales, al igual que también decora aunque con variaciones la del intradós.

## Pinturas medievales
Con motivo de la restauración que se realizó en el 2003, se recuperó el ciclo pictórico que se encuentra en el ábside tras el retablo y que a falta de una datación más segura es probable que se realizaran a la vez que las yeserías, es decir entre los siglos XVI y XVII. Las pinturas representan diversos pasajes del Nuevo Testamento, algunos como La Visitación, el Nacimiento, la Huida a Egipto como también la Asunción de la Virgen a los Cielos y de los Santos Cosme y Damian.